# Schewtschenkowe (Butscha)
Schewtschenkowe (ukrainisch Шевченкове, russisch Шевченково Schewtschenkowo) ist ein Dorf in der ukrainischen Oblast Kiew mit etwa 900 Einwohnern (2006).

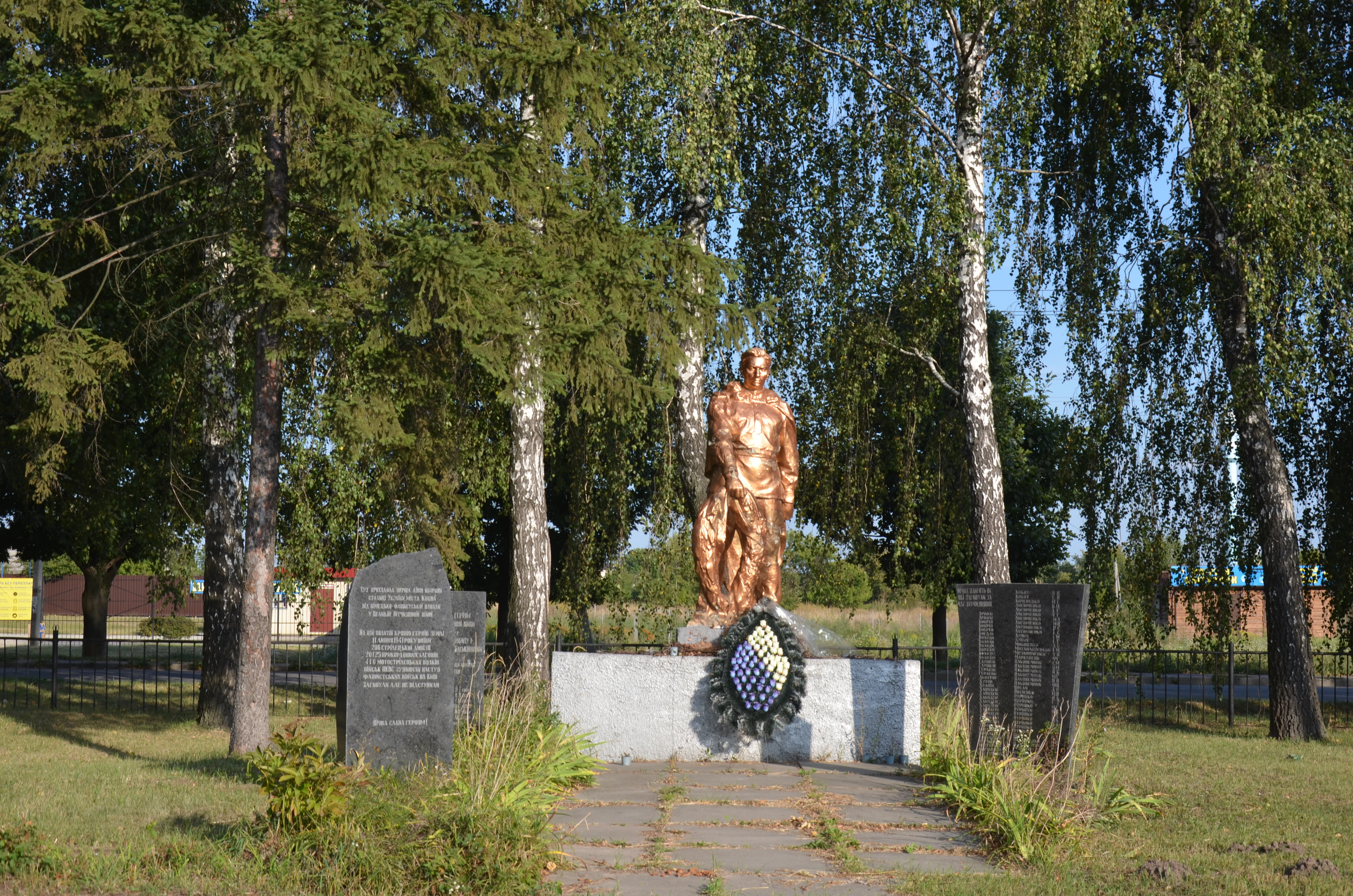
Denkmal im Ort

Schewtschenkowe liegt im Rajon Butscha zwischen der Fernstraße M 06 und der Regionalstraße P–04 und grenzt im Norden an das Stadtgebiet von Kiew.
Am 12. Juni 2020 wurde das Dorf ein Teil der neugegründeten Landgemeinde Bilohorodka, bis dahin  war sie Teil der Landratsgemeinde Bilohorodka im Südwesten des Rajons Kiew-Swjatoschyn.
Am 17. Juli 2020 kam es im Zuge einer großen Rajonsreform zum Anschluss des Rajonsgebietes an den Rajon Butscha.